# NGC 4871
NGC 4871 é uma galáxia lenticular (S0) localizada na direcção da constelação de Coma Berenices. Possui uma declinação de +27° 57' 23" e uma ascensão recta de 12 horas, 59 minutos e 30,1 segundos.
A galáxia NGC 4871 foi descoberta em 10 de Maio de 1863 por Heinrich Louis d'Arrest.